# Ferdinand Kehrer
 (avril 2018).
Si vous disposez d'ouvrages ou d'articles de référence ou si vous connaissez des sites web de qualité traitant du thème abordé ici, merci de compléter l'article en donnant les références utiles à sa vérifiabilité et en les liant à la section « Notes et références ».

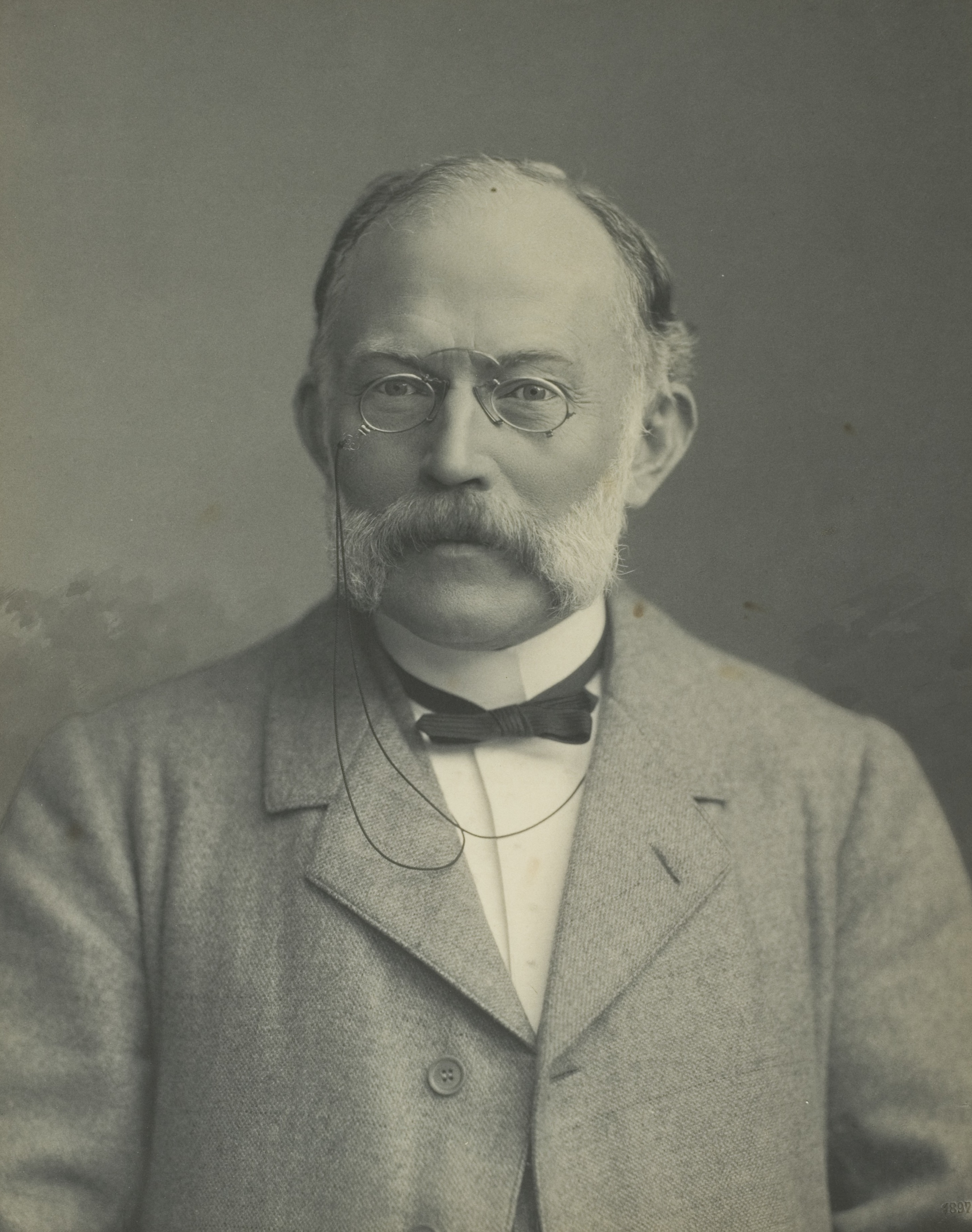
Ferdinand Adolf Kehrer

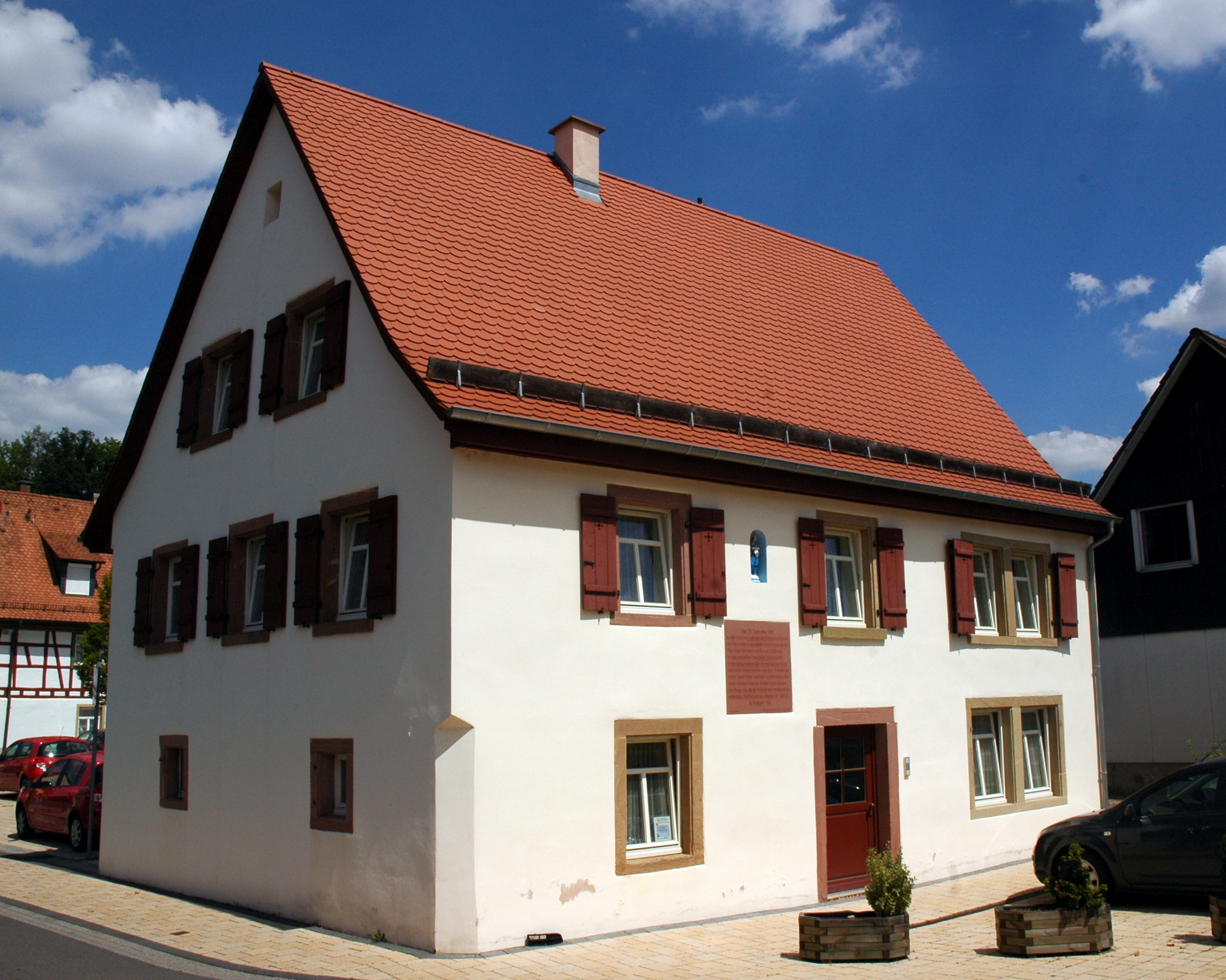
La Maison à Meckesheim, dans laquelle Kehrer réalisa la première césarienne en 1881

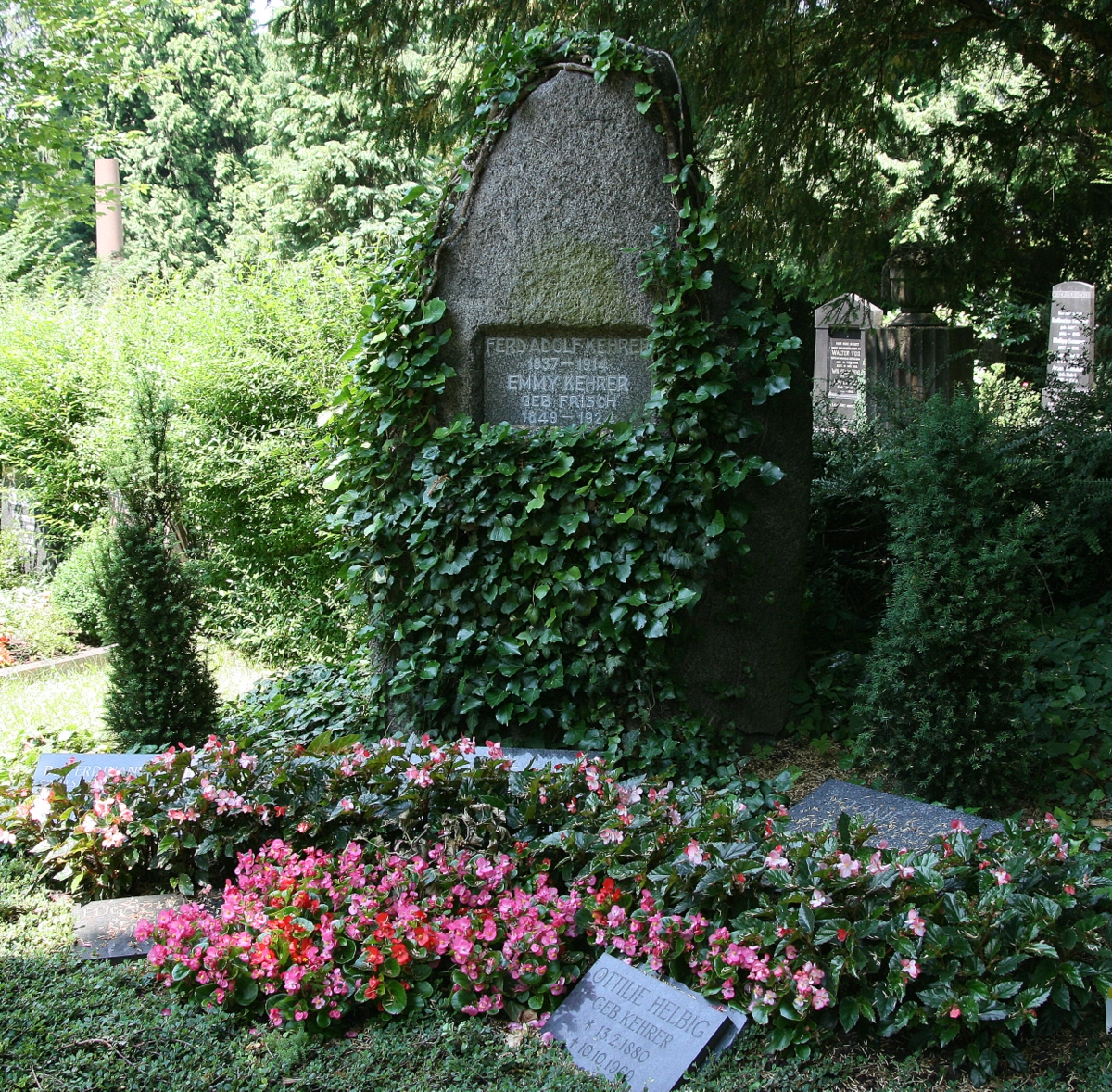
La Tombe de Ferdinand Adolf Kehrer au cimetière Bergfriedhof de Heidelberg

Ferdinand Adolf Kehrer, né le 16 février 1837 à Guntersblum et mort le 16 juin 1914 à Heidelberg, est un gynécologue allemand, pionnier de la césarienne moderne.

## Biographie
Le père de Kehrer est médecin de campagne, sa mère est fille de pharmacien. Il commence sa scolarité à l'école primaire dans sa commune, puis poursuit au lycée de Worms à partir de 1847. Il fait ses études de médecine à Giessen, Munich et Vienne.
En 1860, il soutient son doctorat de médecine sur le thème des naissances céphaliques occipito-antérieures (dos du bébé tourné vers l'abdomen de la mère). Après avoir pratiqué la médecine générale à Gießen, il obtient la spécialisation d'accoucher en 1864 et y est nommé professeur en 1868. De 1871 à 1881 il dirige la clinique de gynécologie de Gießen.
En 1881, il occupe la chaire de gynécologie à l'Université de Heidelberg et devient par la suite le doyen de la faculté de médecine. Kehrer est ainsi le premier professeur d'obstétrique à Heidelberg. On lui doit entre autres la poursuite de la construction de la clinique d'accouchement, débutée en 1883.
Ferdinand Adolf Kehrer réalise en 1897 pour la première fois en Allemagne, à l'Université de Heidelberg, la stérilisation d'une femme par ligature des trompes. Il fait ainsi partie des pionniers de la stérilisation tubaire qui représente encore actuellement la méthode contraceptive la plus fréquemment utilisée dans le monde.
C'est sur une patiente de 27 ans ayant déjà eu six enfants « rachitiques, idiots et en partie énurétiques (incontinents urinaires nocturnes) » qu'il réalise cette première ligature des trompes. Toutes les grossesses de cette femme avaient été difficiles, Kehrer avait même dû mettre un terme à la dernière grossesse lors du 4e mois. La stérilisation avait été entreprise à la demande des époux et en accord avec le médecin traitant au motif que « la descendance était en partie débile » et qu'« il est du devoir d'un médecin de préserver une femme à son époux et à ses enfants en bas âge ». En 1898, Kehrer réalise avec succès une seconde stérilisation tubaire chez une femme « chez qui des accès maniaques avec tentatives d'infanticides étaient survenus lors de chaque grossesse ».
Les deux stérilisations tubaires pratiquées par Kehrer so,t donc médicalement justifiées dans la mesure où il s'agit de préserver la santé de deux femmes, indispensables à la prise en charge et la santé de leurs enfants.
Les conditions à remplir avant de procéder à une stérilisation tubaire ont donné lieu à d'intenses débats au début du XXe siècle. Kehrer citait comme prérequis :
1. l'accord, si possible par écrit, des deux époux pour ce geste de stérilisation définitive, l'accord écrit du médecin traitant et d'un accoucheur-obstétricien,
2. que tous les autres moyens possibles de contraception aient été tentés auparavant,
3. que la femme concernée ait déjà eu plusieurs enfants vivants[5]. Les raisons médicales justifiant à l'époque une stérilisation étaient l'épuisement dû à la malnutrition ou l'anémie, l'épilepsie, les psychoses graves, les maladies cardiaques graves ainsi que la tuberculose[6]. Dans le cas de maladies nerveuses accompagnées des handicaps physiques importants et pour lesquelles on présumait un risque de transmission héréditaire s'ajoutaient des considérations eugéniques. C'est au cours de la Première Guerre mondiale et sous la République de Weimar que les motifs  d'eugénisme et de politiques de santé passèrent au premier plan et se traduisirent par des stérilisations forcées[7].

Kehrer a quatre enfants, dont un fils, Erwin Kehrer, gynécologue qui dirige la clinique de gynécologie-obstétrique de Marbourg jusqu'en 1939 date à laquelle il est contraint au départ (Zwangsemeritierung).
Ferdinand Adolf Kehrer repose dans la tombe familiale dans un cimetière de Heidelberg, le Bergfriedhof (section T).

## Travaux
Kehrer est connu pour une méthode révolutionnaire de césarienne par laquelle l'utérus est incisé horizontalement et non plus, comme était alors l'habitude, de haut en bas, ainsi que pour la fermeture par suture du muscle et du  péritoine après la délivrance. Kehrer recourut pour la première fois à cette méthode de césarienne qualifiée de classique conservatrice le 25 septembre 1881 à Meckesheim chez une patiente de 28 ans, Emelie Schlusser, qui avait déjà mis au monde 3 enfants par voie naturelle mais tous décédés avant l'âge de un an. Il pratiqua ce geste chirurgical qui dura une heure au domicile de la patiente en se faisant assister de deux chirurgiens, d'un médecin généraliste, Dr Schütz, et d'une sage-femme Marie Zeeb. L'opération fut un succès,  mère et enfant atteignirent tous deux un âge avancé. L'enfant eut lui-même 13 enfants, 19 petits-enfants et 25 arrière-petits-enfants. Une plaque commémorative rappelant cet évènement a été apposée à cette maison et la rue dans laquelle elle se situe a été rebaptisée rue du Professeur.Kehrer (précédemment Mandelgasse).
Cette méthode de césarienne fit chuter le taux de mortalité maternelle des 60 % à 70 % de l'époque à moins de 1 % . Elle fut modifiée par Hermann Jean Pfannenstiel, qui introduisit l'incision horizontale de la paroi abdominale qui porte son nom(incision de Pfannenstiel),, et qui reste encore pratiquée de nos jours.

## Distinctions

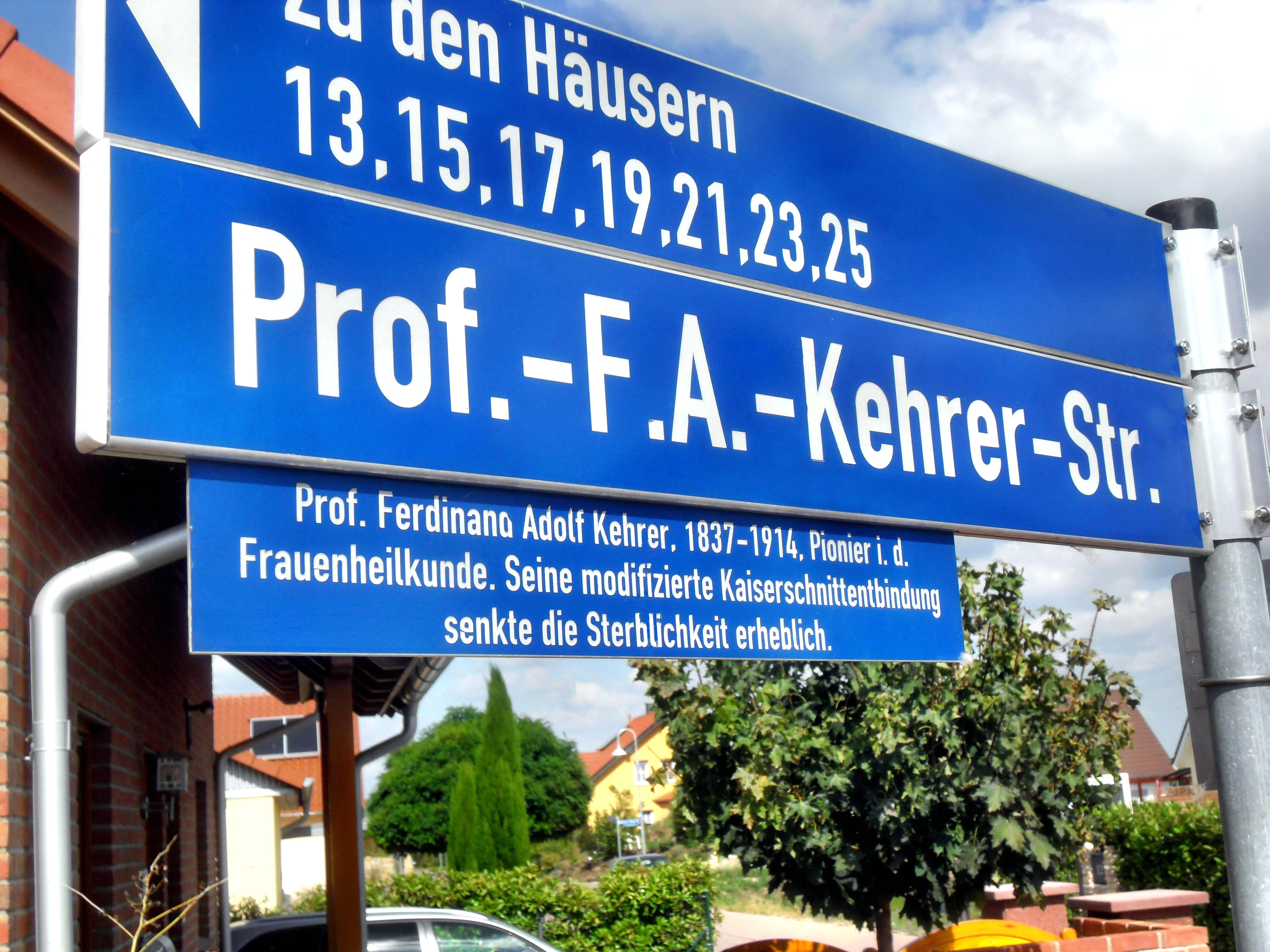
Plaque de la rue du Prof.-F. A.-Kehrer-Rue à Guntersblum

- En 1887, Chevalier de l'ordre du Lion de Zähringen
- En 1899, Commandant de l'ordre du Lion de Zähringen
- Rues baptisées au nom de Prof.F.A.Kehrer dans sa ville natale de Guntersblum et à Meckesheim.